# Józef Obrębski

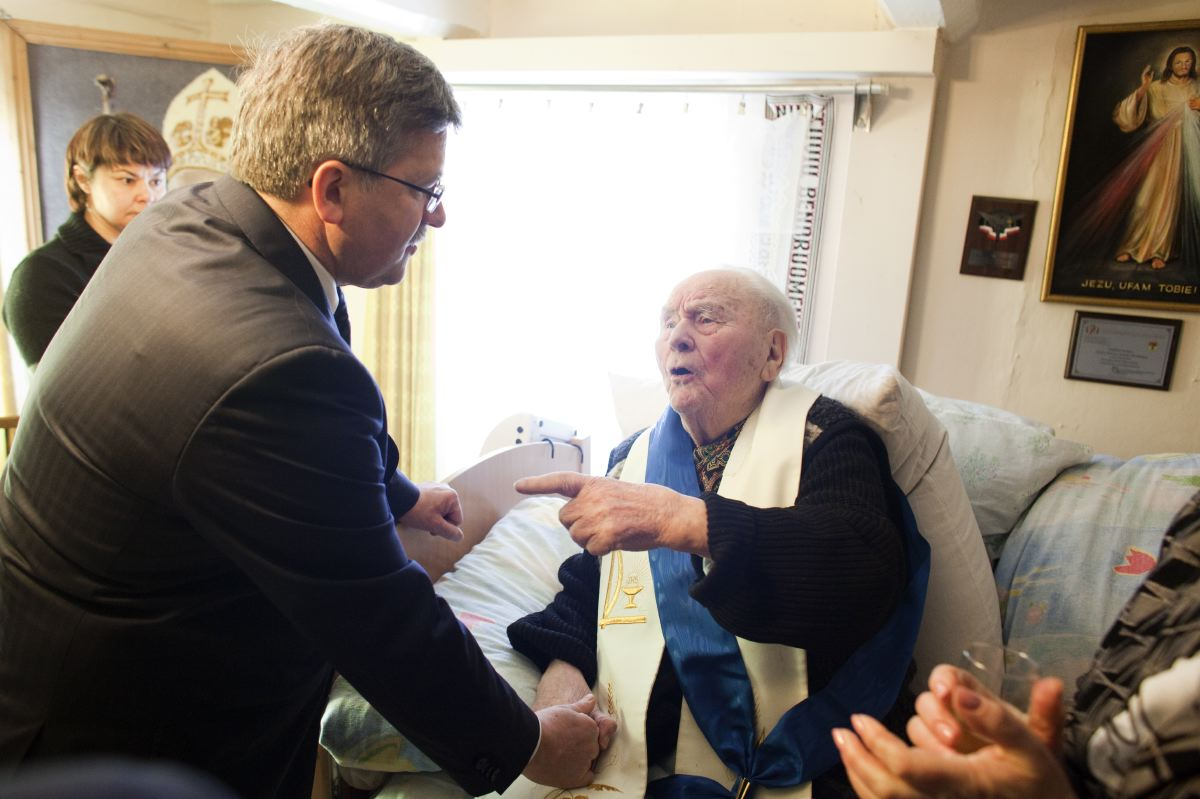
Józef Obrębski mit Bronisław Komorowski

Józef Obrębski (litauisch Juzefas Obrembskis; * 19. März 1906 in Nowy Skarżyn, Powiat Zambrowski, damals Russisches Kaiserreich; † 7. Juni 2011 in Maišiagala, Litauen) war ein polnischer katholischer Priester, Prälat, ab 2001 Ehrenbürger der Rajongemeinde Vilnius.

## Leben
1926 absolvierte er das Gymnasium in Ostrów Mazowiecka und lernte in Wilna am Juozapas-Priesterseminar. Von 1927 bis 1932 absolvierte er das Studium an der Theologiefakultät der Stefan-Batory-Universität in Wilna. Am 12. Juni 1932 empfing Obrębski die Priesterweihe. Bis 1950 arbeitete er als Vikar in Turgeliai in der Rajongemeinde Šalčininkai und ab 1950 in Maišiagala in der Rajongemeinde Vilnius. Zu seiner Lebenszeit war er ältester Geistlicher in Litauen.
Am 16. Februar 2011 verlieh ihm der polnische Staatspräsident Bronisław Komorowski das Großkreuz des Verdienstordens der Republik Polen.